# Blanc letal
Blanc letal és la quarta novel·la detectivesca dins la sèrie Cormoran Strike, creada per l'escriptora escocesa Joanne Rowling sota el pseudònim de Robert Galbraith. Es publicà en anglès el 18 de setembre del 2018 i en català el 24 d'octubre del 2019.